# Битка код Денена
Битка код Денена одиграла се 24. јула 1712. године током Рата за шпанско наслеђе. Француске снаге које је предводио маршал Вијар однеле су победу над аустријским и низоземским трупама којима је командовао принц Еуген Савојски.